# Robert Innes

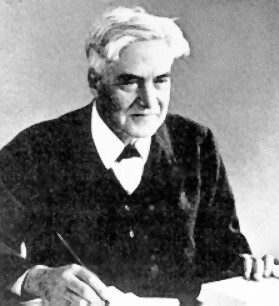
Robert Thorburn Ayton Innes (1861–1933)

Robert Thorburn Ayton Innes (ur. 10 listopada 1861 w Edynburgu, zm. 13 marca 1933 w Kingston upon Thames) – południowoafrykański astronom pochodzenia szkockiego, odkrywca gwiazdy Proxima Centauri.

## Życiorys
Uczęszczał do szkoły w Dublinie. W 1879 roku, w wieku 17 lat został przyjęty do Królewskiego Towarzystwa Astronomicznego. Po przeniesieniu się do Sydney nadal prowadził amatorskie obserwacje astronomiczne, dotyczące przede wszystkim gwiazd podwójnych. Wyniki pierwszych badań zostały opublikowane w materiałach Towarzystwa. Obserwacje nie spełniały jego oczekiwań, więc skontaktował się z Davidem Gillem z Cape Observatory, prosząc go o posadę asystenta. Gill nie dysponował takim etatem, lecz zaproponował mu funkcję sekretarza, bibliotekarza i księgowego, co Innes przyjął z zadowoleniem i przeniósł się do Republiki Południowej Afryki w 1896 roku.
W 1902 roku, po zakończeniu wojen burskich, kiedy podjęto decyzję o założeniu obserwatorium astronomicznego w Johannesburgu, David Gill zarekomendował Innesa na dyrektora tej placówki. Innes zajął się organizacją i przystosowaniem dotychczasowego obserwatorium meteorologicznego (Transvaal Meteorological Observatory) do obserwacji astronomicznych. Obserwatorium (potem nazwane Union Observatory) rozpoczęło działalność w 1903 roku. Innes kierował nim do przejścia na emeryturę w 1927 roku, wtedy zastąpił go jego asystent i współpracownik Harry Edwin Wood.
Innes prowadził rozległe badania i obserwacje, dotyczące m.in. galileuszowych księżyców Jowisza, perturbacji orbity ziemskiej wskutek oddziaływania Marsa i Wenus oraz metod obliczania orbit komet i małych planet. W 1915 roku, prowadząc obserwacje gwiazdozbioru Centaura, odkrył gwiazdę, nazwaną potem Proxima Centauri.
W 1922 roku Uniwersytet w Lejdzie przyznał mu tytuł doktora honoris causa.
Jego imieniem nazwano:
- krater Innes na Księżycu,
- planetoidę 1658 Innes.